# Induvie

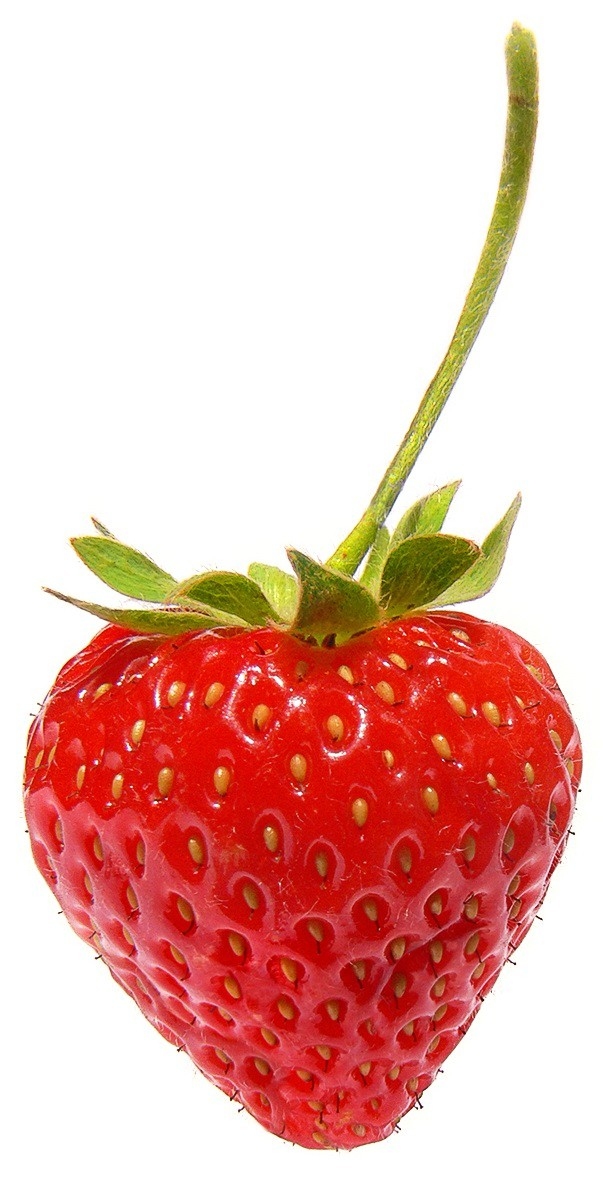
Le corps charnu de la fraise est formé par le réceptacle floral (induvie hypertrophiée sous l'effet des auxines).

En botanique, on appelle induvie (emprunté au latin induviae « vêtement », dérivé de induere « mettre sur ») un ou plusieurs organes de la fleur ou de l'inflorescence qui se développent après la fécondation et recouvrent le fruit ou le supportent au lieu de disparaître comme dans le cas général. Ces organes peuvent être selon le cas le réceptacle floral, le calice, le pédoncule, le style, les étamines, etc. Dans certains cas, les induvies deviennent charnues et comestibles et constituent des fruits du commerce, en fait des faux-fruits. Elles peuvent aussi constituer des organes de dissémination du fruit, comme les ailes des samares ou les aigrettes de certaines akènes de composées.

## Galerie

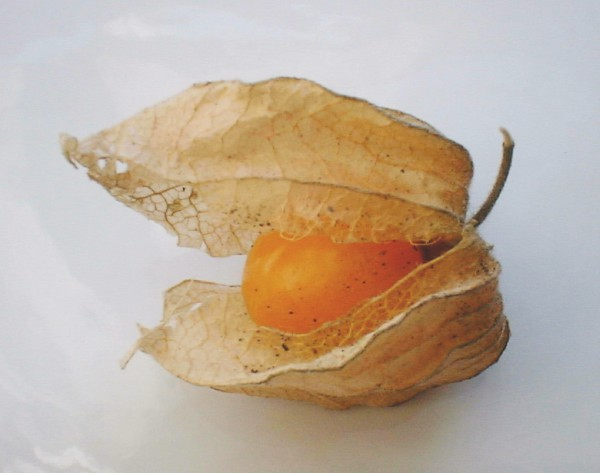
Calice accrescent formant l'induvie du Coqueret du Pérou
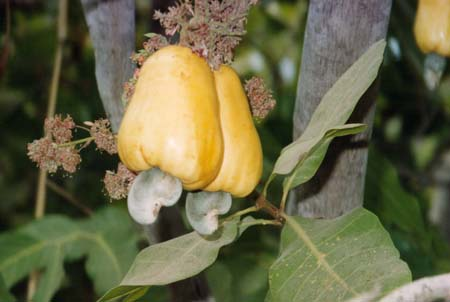
Pédoncule floral, induvie jaune et rouge très hypertrophiée de la pomme de cajou
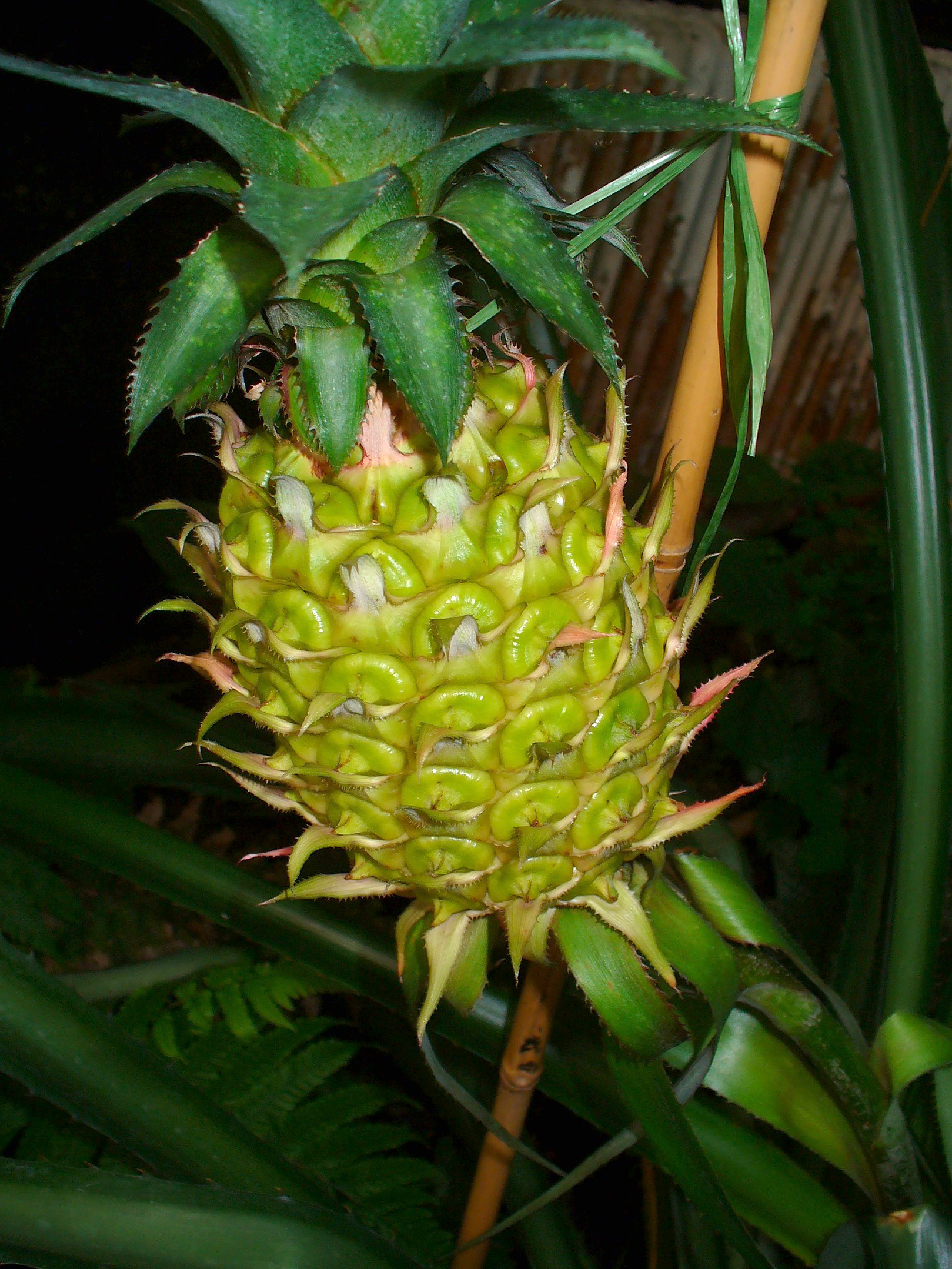
Le calice et les bractées forment les induvies de l'ananas
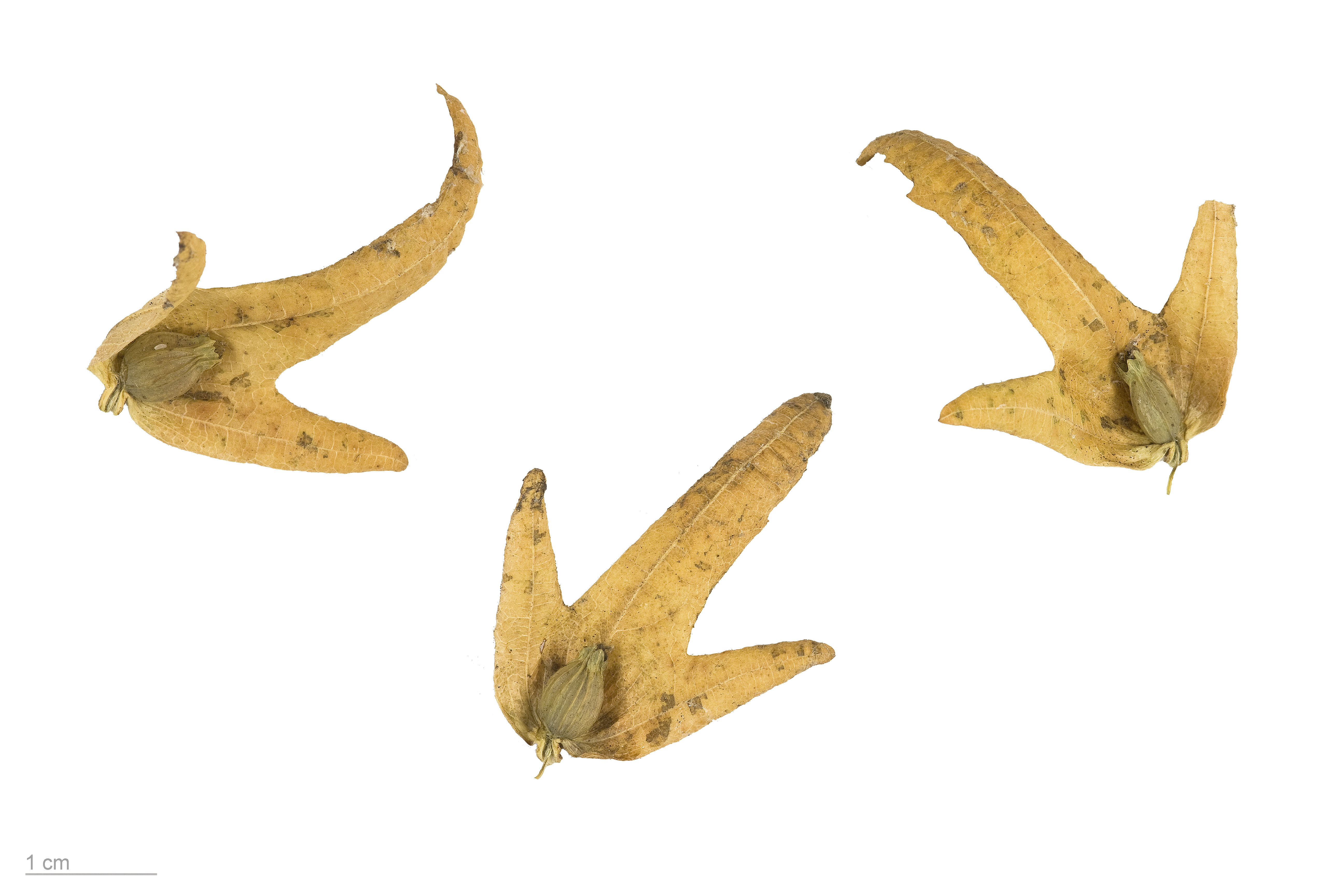
Fausse-samare du charme